# Deus, Pátria, Autoridade
Deus, Pátria, Autoridade («Dios, Patria, Autoridad») es una película portuguesa de 1975 de Rui Simões, un largometraje documental histórico que retrata el régimen dictatorial de António de Oliveira Salazar. Se estrenó en el Cine Universal de Lisboa, el 21 de febrero de 1976.

## Sinopsis
Una deconstrucción de la ideología fascista a través de tres dogmas fundamentales destacados en el discurso de António de Oliveira Salazar de 1936: «No discutimos de Dios y de la virtud. No hablamos de Patria y Nación. No discutimos sobre la Autoridad y su prestigio».
Elaborada principalmente a partir de material de archivo, de películas de actualidad, la narrativa aparece en el montaje, analizando los principales acontecimientos históricos de Portugal, desde la caída de la monarquía, en 1910, hasta la Revolución de los Claveles, desde una perspectiva social de la lucha de clases.